# مين مين تو
مين مين تو (بالبورمية: မင်းမင်းသူ)‏ هو لاعب كرة قدم ميانماري في مركز الهجوم، ولد في 30 مارس 1988. شارك مع منتخب ميانمار تحت 23 سنة لكرة القدم ومنتخب ميانمار لكرة القدم. أما مع النوادي، فقد لعب مع نادي آياياوادي يونايتد.